# 아홈인
아홈인(Ahom) 또는 타이-아홈인(Tai-Ahom)은 인도 아삼주와 아루나찰프라데시주의 민족이다. 이들은 13세기 브라마푸트라강 계곡에 도래한 타이계 민족과 이들에 합류한 토착 민족의 혼혈 후손이다. 1228년 한 타이족 집단을 이끌던 지도자 수카파(Sukaphaa)가 9천 명의 추종자들과 함께 아홈 왕국을 세웠다고 전해진다. 아홈 왕국은 오늘날의 아삼주의 대부분을 다스리며 1826년까지 지속되었다. 이들은 현지의 티베트-버마 계통 민족을 흡수하여 혼합문화를 형성했으나 시간이 지나 자신들의 문화인 아홈어와 아홈 종교를 잃게 되었다.

## 같이 보기
- 아홈 왕국
- 아삼인